# میت ریماک
ماته ریماک (به انگلیسی: Mate Rimac؛ زادهٔ ۱۲ فوریهٔ ۱۹۸۸) مخترع، کارآفرین و مدیر اجرایی اهل کرواسی است، که در سال ۲۰۰۹ شرکت ریماک را تأسیس کرد.